# 오성환 (법조인)
오성환(吳成煥, 1934 ~)은 대한민국의 대법관을 역임한 법조인이다. 전두환 대통령에 의해 대법관에 임명된 이후 전두환 정권의 대표적인 공안사건인 학림 사건에서 사건을 심리하기도 했으며 대법관에서 퇴임한 이후 기업분야에서 로펌 1,2위를 다투는 법무법인 세종 변호사로 활동하다가 2000년에 한국광고자율심의기구인 광고심의기준위원회 위원장에 임명되었다.